# وبستر كامبل
وبستر كامبل (بالإنجليزية: Webster Campbell)‏ مواليد 25 يناير 1893 في كانساس سيتي، الولايات المتحدة - الوفاة 28 أغسطس 1972 في الولايات المتحدة، هو ممثل ومخرج وكاتب سيناريو أمريكي بدأ مسيرته الفنية سنة 1913. من أعماله فيلم في الغرفة التالية (1930).

## روابط خارجية
- وبستر كامبل على موقع IMDb (الإنجليزية)
- وبستر كامبل على موقع أول موفي (الإنجليزية)
- وبستر كامبل على موقع قاعدة بيانات الفيلم (الإنجليزية)